# Odontomyia seyrigi
Odontomyia seyrigi är en tvåvingeart som beskrevs av Lindner 1968. Odontomyia seyrigi ingår i släktet Odontomyia och familjen vapenflugor.
Artens utbredningsområde är Madagaskar. Inga underarter finns listade i Catalogue of Life.